# Jamie Mullan
Jamie Mullan (ur. 10 lutego 1988 w Nottingham) – angielski piłkarz, pomocnik, występujący w klubie The New Saints F.C.